# Teoria odwrócenia kierunku
Teoria odwracania kierunku (reversal theory) - teoria stworzona przez psychologa Michaela Aptera oraz jego współpracowników. Odrzuca ona pojmowanie motywacji jako redukcji napięcia. Na jej miejsce teoria wprowadza hipotezę dotyczącą istnienia czterech par stanów metamotywacyjnych, czyli stanów będących źródłem wzorców motywacji. Poszczególne pary to:
- Stan teliczny (stan koncentrujący się na ważnych celach i planowaniu z wyprzedzeniem) oraz parateliczny (stan nastawiony na natychmiastową przyjemność i działanie spontaniczne)
- Stan konformistyczny (skupiony na obowiązkach i utrzymaniu zasad i rutyny) oraz negatywistyczny (wymagający stan, koncentrujący się na wolności osobistej)
- Stan "nastawiony na mistrzostwo" (skupiony na sile, kontroli i dominacji) oraz "nastawiony na współczucie" (skupiony na życzliwości, trosce i harmonii)
- Stan autyczny (skupiony na własnych potrzebach) oraz alloiczny (skoncentrowany na potrzebach innych)

Pary te są oparte na zasadzie przeciwieństw. Natomiast tylko jeden ze stanów z pary może być podstawą działania w danym momencie.